# Adidas depredador
Adidas Predator es una gama de botas de fútbol desarrolladas por los fabricantes alemanes de ropa deportiva Adidas, introducidas en 1994.  Predator se basa en un concepto prototipo del exfutbolista australiano Craig Johnston .   Un rasgo característico de la gama Predator es la presencia de parches o tiras de goma en la parte superior del zapato, diseñados para aumentar la fricción entre la bota y el balón. A finales de 2010, Adidas diseñó la nueva tecnología "Power-spine", que, según afirman, mejora la potencia de tiro al reducir la cantidad de curvatura del pie hacia atrás al patear el balón.
En 2014, László Oroszi, el inventor húngaro, tuvo éxito en una acción legal contra Adidas relacionada con la línea Predator Precision, lo que resultó en que Adidas tuviera que pagar regalías por esa serie de botas.

## Concepción
El futbolista Craig Johnston se retiró del deporte en 1988 para regresar a su Australia natal y brindar cuidados a su hermana gravemente herida. Durante su tiempo entrenando a un grupo de escolares en Australia, surgió la idea de utilizar goma en lugar de cuero para construir crestas en la parte superior de una bota de fútbol, con la teoría de mejorar el control del balón.
Johnston dedicó considerable tiempo y recursos financieros al desarrollo de prototipos y a la experimentación con diseños. Sin embargo, sus propuestas fueron inicialmente rechazadas por varios fabricantes de calzado deportivo, incluido Adidas. Posteriormente, logró persuadir a los futbolistas alemanes Franz Beckenbauer, Karl-Heinz Rummenigge y Paul Breitner para que fueran filmados utilizando sus prototipos de botas de fútbol en condiciones de nieve. Este paso fue suficiente para convencer a Adidas de adoptar el diseño de Johnston, adquiriendo los derechos y otorgándole a Johnston una participación del 2% en todas las ventas.

## Historia de los modelos Predator
Se han creado 26 modelos distintos de Predator, cada uno con una versión más asequible que carece de toda la tecnología depredadora y lleva un nombre diferente. A modo de ejemplo, la variante económica del Predator Pulse se denominó Pulsado.
- Estos modelos eran zapatillas de rugby, no botas de fútbol.

Los elementos homónimos de Predator han evolucionado con el tiempo. Aunque el proyecto inicialmente implicaba la colocación de tiras de goma en el antepié, según Adidas, para aumentar la velocidad de la pelota. Aunque los comerciales iniciales de Predator se centraban en la fuerza de disparo, con el tiempo este enfoque cambió hacia el impacto en el giro y la precisión del balón. Los primeros modelos de Predators también estaban disponibles sin los elementos Predator y con un nombre diferente. Mientras que las Predators originales estaban fabricadas con cuero de canguro negro, rayas blancas y detalles rojos, las botas equivalentes sin la tecnología Predator eran negras con rayas blancas y detalles en azul. El equivalente de Precision, por otro lado, era únicamente blanco y negro, mientras que Supernova (la versión de Predator Mania sin los elementos de Predator) era negra con talones y rayas plateadas o doradas. Estas botas fueron utilizadas durante gran parte de la carrera de David Beckham, al igual que por Zinedine Zidane.

### Depredador original
El Adidas Predator original estaba confeccionado en cuero y presentaba crestas de goma. Inicialmente, solo estaba disponible en unos pocos colores: negro con rayas blancas y detalles en rojo. Esta combinación de colores ahora se reconoce como la principal para todos los modelos de Predator. El primer gol anotado por un futbolista profesional con botas Predator en un partido de primer nivel fue obra de John Collins con el Celtic en abril de 1994. Collins marcó el primer gol en el empate 1-1 en el estadio Ibrox contra el Rangers, directamente desde un tiro libre al borde del área de penalti.

### Estoque
Las Predator Rapiers fueron las primeras botas de fútbol de Adidas disponibles en diferentes colores. Hasta ese momento, todas las botas de la empresa eran de cuero negro. Sin embargo, el Rapier también estaba disponible (como serie limitada) en blanco y rojo, al igual que los dos modelos siguientes. A partir de las Mania, Adidas comenzó a producir sus botas Predator en innumerables variantes de color. Además, una de las opciones de color se denominó "estilo de David Beckham".

### Tocar
El Predator Touch se destacó en varios aspectos. Introdujo los tacos Traxion (trx), que eran de forma rectangular y estaban colocados de manera anatómica. Hasta ese momento, las tachuelas siempre habían sido de forma redonda. Para satisfacer a los jugadores profesionales que preferían los tacos tradicionales, Adidas produjo Predators especiales con una suela diferente.

### Precisión
El Predator Precision presentó pernos Traxion reemplazables que se ajustaban mediante un pequeño tornillo. Estos tacos estaban disponibles en varias longitudes, permitiendo adaptar la bota a las condiciones del terreno, similar a los tradicionales tacos atornillados para terrenos blandos. Sin embargo, enfrentaron problemas de fiabilidad, ya que los pernos se soltaban con frecuencia, lo que requería un mantenimiento más constante que los tornillos convencionales. En 2001, se lanzó un modelo completamente revisado que mantenía una configuración de rayas y una combinación de colores similar, pero la tecnología Predator fue rediseñada y se asemejaba más a los Predator Accelerators.
En 2002, surgió una controversia en torno a la zona rayada de la bota que dirige el balón, cuando el inventor húngaro de equipamiento de fútbol, László Oroszi, inició una demanda por derechos de autor contra Adidas. Oroszi había registrado la patente en Hungría en 1996, explicando que la zona rayada en la punta del zapato permitía a los futbolistas disparar con mayor precisión. El representante de Oroszi presentó la patente a Adidas en 1998, pero la oferta fue rechazada por la empresa, argumentando que no encajaba en el concepto de sus entonces nuevos zapatos Predator Precision. Finalmente, en 2014, los tribunales húngaros dictaminaron que Adidas había incorporado el diseño de Oroszi en sus zapatos Predator Precision y que él tenía derecho a una compensación.

### Legumbres
El Predator Pulse fue introducido a finales de 2003, antes de la Eurocopa 2004. El primer color lanzado fue negro y rojo (original). Esta Predator es la primera bota que incluye lo que Adidas llama el Sistema Power Pulse, y solo el Predator Pulse no permite cambiar la plantilla original.
A finales de 2003, Adidas lanzó el PowerPulse en el Predator Pulse, extendiendo posteriormente esta tecnología al Predator Absolute en noviembre de 2005. De acuerdo con Adidas, la inserción de PowerPulse en la plantilla desplaza el centro de gravedad de la bota hacia el punto de impacto, lo que, según afirman, resulta en tiros a portería más potentes. La mayoría de las versiones del PowerPulse en el Absolute pesan 40 g; no obstante, la versión roja tiene un peso de 60 g.

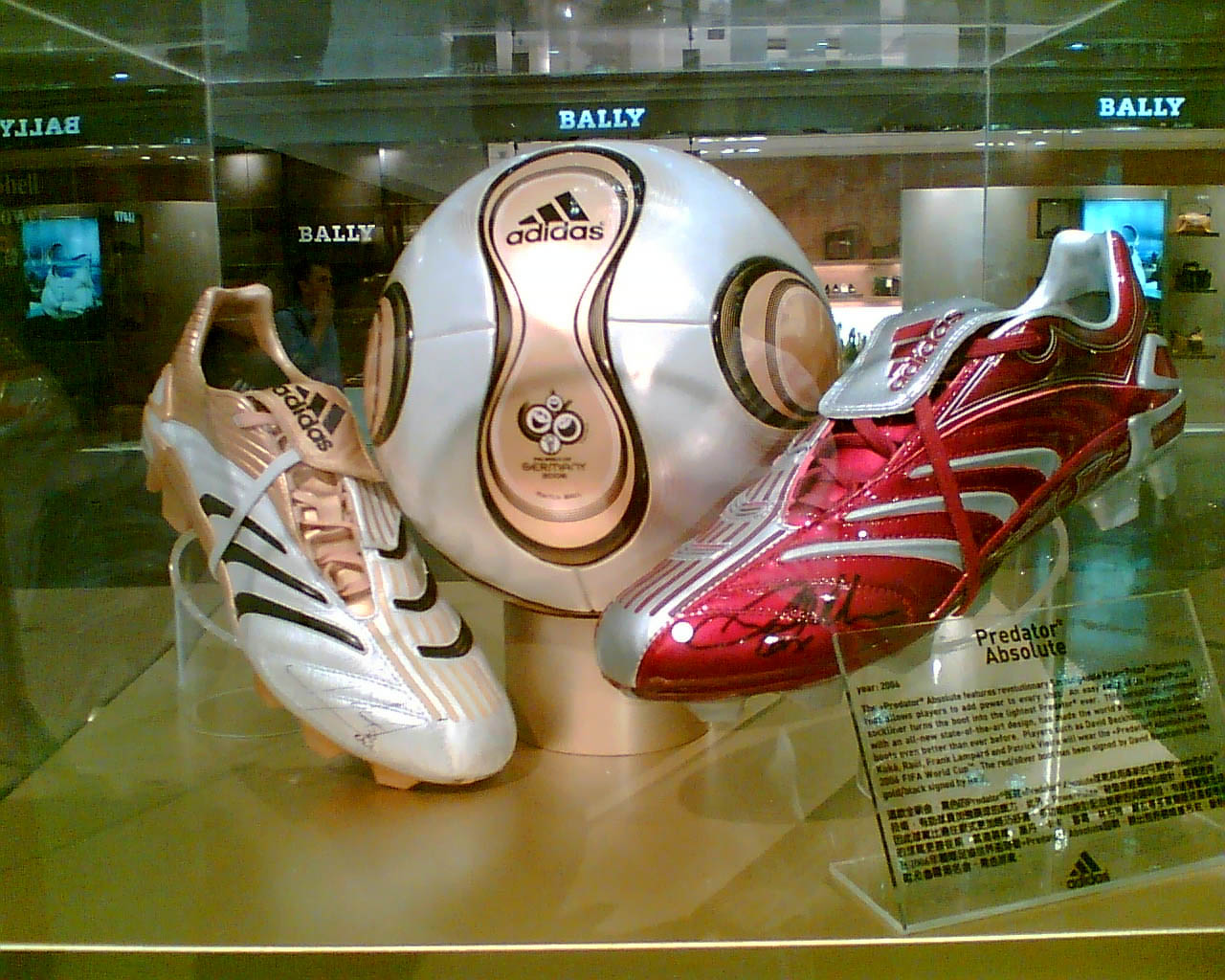
Adidas Predator Absolute con el balón Adidas del Mundial de 2006

Una edición sumamente limitada de esta bota fue lanzada bajo el nombre de David Beckham Ying Yang box set. Solo se produjeron 723 pares de estos, los cuales venían empaquetados en una caja expositora de madera y vidrio acompañada de un pequeño libro. El precio de venta al público de esta exclusiva caja fue de £699 en el Reino Unido, pero en la actualidad es altamente buscada por los coleccionistas.

### Absoluto
El "Predator Absolute" fue presentado a mediados de 2006, justo antes de la Copa Mundial de 2006 en Alemania. Los primeros esquemas de color fueron negro/rojo, blanco/oro y azul/blanco. Este Predator es el primero con plantillas PowerPulse intercambiables que permiten cambiar entre la plantilla normal de 40 g y una más liviana, sin agregar peso intencionalmente. Adidas creó el Absolute dorado/blanco para Zinedine Zidane para conmemorar su último torneo internacional. Esta bota se lanzó al mercado de consumo en 2022.

### PowerSwerve

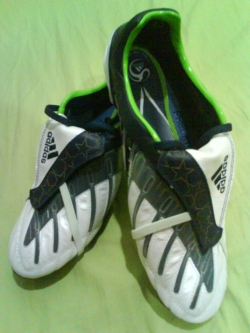
Un par de Adidas Predator PowerSwerve

A finales de 2007, con el lanzamiento del Predator PowerSwerve, Adidas introdujo un material de espuma al que llamaron Smartfoam. Afirman que este material proporciona al Predator un mayor poder de rebote, viraje y control mejorado a través de un contacto más prolongado con el balón. Zinedine Zidane desempeñó un papel fundamental en el desarrollo de la nueva bota Predator PowerSwerve. Después de finalizar su carrera activa, colaboró con el equipo de innovación de Adidas (ait) en la evolución de esta nueva bota. Pruebas científicas han demostrado que, en comparación con su predecesor, el Predator PowerSwerve puede lograr hasta un ocho por ciento más de viraje y aumentar la potencia detrás de cada disparo en aproximadamente un tres por ciento. Estas mejoras son posibles gracias a la tecnología Dynamic PowerPulse en la suela de la bota y la espuma especial de alta tecnología en el material superior del antepié. El elemento PowerPulse lleno de polvo de tungsteno, que desplaza el peso hacia el punto de impacto, permite a los jugadores poner más potencia en cada tiro.
Powerswerve Special es una versión de rugby de la serie. Tiene una horma más ancha en la bota y tacos híbridos de rugby.

### Depredador X

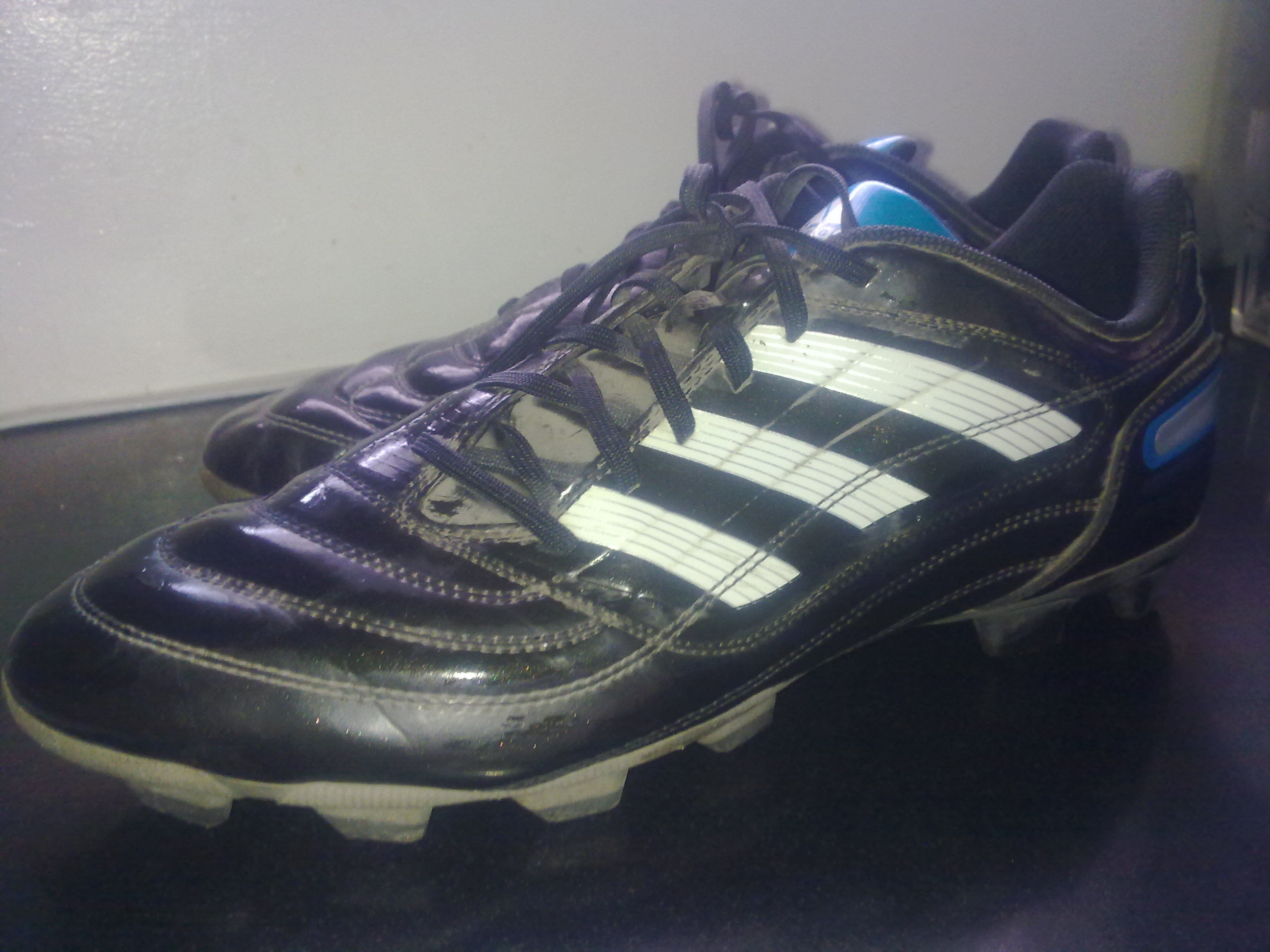
Un par de Adidas Predator X

Los zapatos Adidas "Predator X", presentados a finales de 2009, cuentan con la tecnología Powerspine, el elemento Predator y una serie de avances de Adidas, todos diseñados para mejorar el rendimiento. Adidas desarrolló un nuevo material superior al que llaman cuero Taurus. Las botas de fútbol Adidas Predator X son las primeras Predator que eliminan la lengüeta, lo que, según Adidas, mejora el rendimiento. Afirman que reduce el material entre el balón y la bota para proporcionar una mejor sensación del balón, y que el nuevo cuello de la bota brinda un ajuste más seguro.
Predator RX es una versión de rugby del especial, con una horma más ancha y un empeine Predator específico para rugby.
Futbolistas como David Beckham, Xavi, Robin van Persie, Michael Ballack, Raúl, Steven Gerrard, Dirk Kuyt, Kolo Touré, Edwin van der Sar, Petr Čech, Brad Friedel, Anderson y Eiður Guðjohnsen han usado Adidas Predators. Zinedine Zidane probó y revisó la versión más nueva de la gama Predator (Predator X).
Adidas lanzó el Predator X en la combinación de colores tradicional negro/blanco/rojo, con una combinación de colores contrastante blanco/marrón/amarillo para acompañarlo. Más tarde, Adidas lanzó otras combinaciones de colores, incluida la habitual combinación de colores blanco/rojo diseñada por David Beckham, con un diseño de dragón en el elemento de goma Predator; También se lanzaron el azul/blanco/rojo. Para la Copa del Mundo de 2010, Adidas lanzó una combinación de colores negro/sol para seguir una combinación de colores que usaron para sus tres estilos de botas (F50 adiZero y adiPure), luego vinieron las combinaciones de colores blanco/cielo/cian y negro/blanco/cian. seguido de otra combinación de colores Collegiate Red/White diseñada por David Beckham.
Para el invierno de la temporada 2010-11, Adidas lanzó el Predator X en dos nuevas combinaciones de colores, electricidad/negro/amapola y negro/Running-White/electricidad; David Beckham también recibirá otra combinación de colores personalizada en blanco/azul. A Steven Gerrard se le ha dado la opción de unas Miadidas Predator que personalizó en negro/oro/rojo.

### Depredador AdiPower

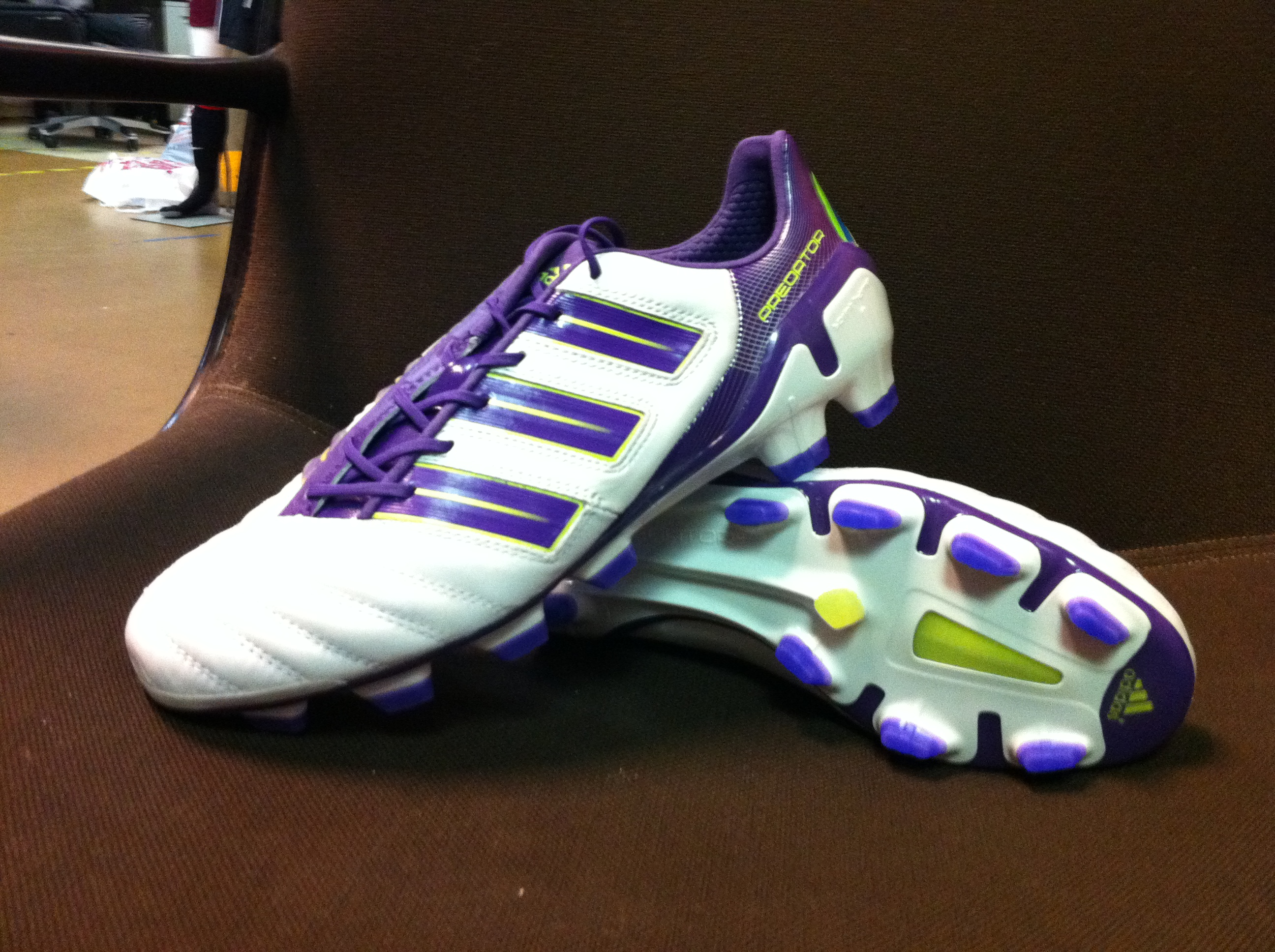
Adidas adiPower Predator Blanco/Lila Colorway

Lanzado en mayo de 2011, el Adidas adiPower Predator marcó un cambio de enfoque para la línea Predator con la introducción del nuevo adiPower. Se mantuvo la tecnología Powerspine, diseñada para incrementar la potencia de disparo al minimizar la pérdida de energía. El elemento Predator en el empeine de la bota fue dividido en dos zonas de rendimiento. La zona de potencia incorpora aletas 3D para potencia, mientras que el elemento Predator de goma de silicona proporciona control de la pelota y capacidad de viraje. El adiPower Predator ahora presenta la suela Sprint Frame, originalmente creada para el F50, lo que lo hace un 25% más ligero que el Predator X. Jugadores destacados como Kaká del Real Madrid y Nani del Manchester United utilizaron los adiPower Predator.
Las adiPower, al igual que otras botas de fútbol Adidas lanzadas en 2011, experimentaron un aumento de precio, con un precio de venta al público recomendado (PVP) establecido en £155 en el Reino Unido y $200 en los Estados Unidos. Tienen un peso de 7,8 onzas.

#### Adipower Predator SL
El Adidas Adipower Predator SL fue lanzado el 24 de junio de 2011 como la versión más ligera del Predator hasta la fecha, presentándose en una combinación de colores negro/azul con un precio minorista de 250 dólares. Esta encarnación del Predator utilizó la innovadora parte superior SprintSkin, que también se emplea en la popular línea F50 Adizero, y tenía un peso de tan solo 211 gramos.

### Zonas letales de depredadores
Lanzados en mayo de 2012, pero previamente probados por profesionales en versiones blackout, los siguientes Predators se llamarán LZ debido a las cinco "zonas letales" de las botas. Anteriormente conocidos como D5 debido a que esas mismas cinco zonas se llamaban "mortales", Adidas cambió el nombre en el período previo a su lanzamiento. En un cambio para los Predators, tendrán una parte superior de cuero sintético y serán las primeras botas Predator con capacidad miCoach. El Predator LZ presenta la misma configuración de SprintFrame y tacos que se encuentra en varias otras gamas, como el adipure y el F50 adiZero. La primera zona se llama "primer toque", ubicada en la parte delantera del botín, supuestamente proporciona un buen primer toque. La segunda zona, llamada "regate", se encuentra en el lateral de la bota y supuestamente ofrece un mejor tacto. El tercer sector, llamado "impulso", representa la clásica zona depredadora en la parte de golpe del pie, utilizada para pases largos y tiros más potentes. El cuarto sector, llamado "pase", consiste en espuma adicional con un poco de material pegajoso en la zona de pase. El último sector, llamado "punto óptimo", se encuentra en el costado del dedo gordo del pie y es útil para giros y astillas.
En noviembre de 2012, Adidas presentó una nueva versión liviana del Predator LZ, acertadamente llamada Predator LZ SL. La bota todavía cuenta con Lethal Zones, tecnología miCoach y la misma suela. La diferencia principal radica en el material superior. En lugar de utilizar el Hybrid SL que se encuentra en el LZ normal, Adidas emplea un SprintSkin más delgado en la parte trasera del LZ SL. Esta bota tenía un peso de 7.3 onzas.
En mayo de 2013, Adidas lanzó oficialmente la versión actualizada del Predator LZ, llamada Predator LZ II, presentada por varios jugadores en Europa, incluidos Pepe Reina del Napoli ; Fernando Torres, Oscar y Petr Čech del Chelsea ; Aaron Ramsey, Mesut Özil y Per Mertesacker, del Arsenal ; Ángel Di María y Xabi Alonso del Real Madrid, y Juan Mata del Chelsea. Lanzado inicialmente en una combinación de colores Ray Green, el Predator de próxima generación presenta nuevas zonas letales de goma elevadas que añaden mayor fricción entre el pie y el balón para un máximo control, toque, pase y tiro. Otras características incluyen la parte superior HybridTouch diseñada para un rendimiento óptimo en todas las condiciones climáticas, así como la configuración de tacos Traxion 2.0 y la suela SprintFrame.

### Depredador 18
Después de ser descontinuado y reemplazado por Adidas Ace, el Predator hizo un gran regreso en noviembre de 2017 con el lanzamiento del Predator 18. Marcó la primera vez que se utilizó una parte superior sin cordones en la colección, debutando inicialmente en negro como parte del paquete de botas "Skystalker". Este diseño marcó el inicio de una nueva era para Predator, haciendo uso de materiales modernos Primeknit que incluyen una capa de CONTROLSKIN, ideal para controlar el balón y dictar el juego en el mediocampo. La nueva generación fue lucida por destacados futbolistas como Paul Pogba, Mesut Özil, Dele Alli e Ivan Rakitić.